# Винклман (Аризона)
Винклман (енгл. Winkelman) град је у америчкој савезној држави Аризона. По попису становништва из 2010. у њему је живело 353 становника.

## Демографија
Према попису становништва из 2010. у граду је живело 353 становника, што је 90 (20,3%) становника мање него 2000. године.
| Група             | 2000.       | 2010.       |
| Белци             | 105 (23,7%) | 51 (14,4%)  |
| Афроамериканци    | 1 (0,2%)    | 2 (0,6%)    |
| Азијати           | 0 (0,0%)    | 2 (0,6%)    |
| Хиспаноамериканци | 331 (74,7%) | 291 (82,4%) |
| Укупно            | 443         | 353         |